# Левин, Юрий Иосифович
Ю́рий Ио́сифович Ле́вин (14 июня 1935, Москва — 14 апреля 2010, там же) — советский и российский математик, логик, семиотик, философ

, лингвист, литературовед, кандидат физико-математических наук; яркий представитель Московско-тартуской семиотической школы.

## Биография
Сын философа, доктора юридических наук Иосифа Давыдовича Левина (1901—1984), племянник филолога В. Д. Левина.
Окончил школу с золотой медалью в 1952 году
В 1953 г поступил в Московский педагогический институт на физико-математический факультет, там же окончил аспирантуру и в 1960 защитил диссертацию по дифференциальной геометрии на соискание степени кандидата физико-математических наук.
Работал преподавателем математики в пединститутах в Великих Луках и Орехове-Зуеве, в Московском институте электронного машиностроения. С 1966 по 2009 год был доцентом кафедры прикладной математики Московского инженерно-строительного института.
Публиковал научные работы с 1959 года. Первые труды были в области математики, с 1963 года к ним добавились работы в гуманитарной области, которые затем окончательно вытеснили математическое направление. Всего опубликовано более 100 работ, значительная часть которых вышла в заграничных издательствах. Автор работ по математической лингвистике, семантике, поэтике, паремиологии, анализу фольклора, логическому аспекту философии. Исследования об О. Мандельштаме, Б. Пастернаке, В. Набокове, А. С. Пушкине, А. Платонове, Х. Л. Борхесе, А. Мёрдок, В. Ходасевиче, Г. Иванове, Ф. И. Тютчеве, Ф. М. Достоевском, Вл. Соловьёве, Л. Шестове, Вен. Ерофееве.

### Семья
- Жена — Ирина Глебовна Глинка (1931—2015) — скульптор, писатель[2], дочь поэта Глеба Александровича Глинки[3].
  - Сын — Глеб Юрьевич Левин (род. 1964), журналист, живёт и работает в Великобритании.

Юрий Иосифович Левин умер 14 апреля 2010 года после тяжёлой продолжительной болезни. Похоронен на Пятницком кладбище.

## Основные труды

### Книги
- Математика и языкознание. М., 1964.
- Комментарий к поэме «Москва — Петушки» Вен. Ерофеева. Graz, 1996.
- Избранные труды. Поэтика. Семиотика. Москва: Языки русской культуры, 1998.- 823 с.- ISBN 5-7859-0043-2.

### Статьи
- Структура русской метафоры // «Уч. зап. Тартус. гос. университета», 1965, в. 000. Труды по знаковым системам, вып. 2. Тарту, 1965: 293—299. Переиздано в кн.: Левин Ю. И. Избранные труды. М., 1998. С.457-464.
- Русская метафора: семантика, синтаксис, трансформация, «Уч. зап. Тартус. гос. университета», 1969, в. 236. Труды по знаковым системам. Вып. 4. Тарту, 1969;
- О некоторых чертах плана содержания в поэтических текстах. Материалы к изучению поэтики О. Мандельштама/ International Journal of Slavic Linguistics and Poetics 1969, vol. 12: 106—164.
- Об одной группе союзов русского языка // Машинный перевод и прикладная лингвистика. Вып. 13. М. 1970.
- Об описании системы терминов родства // Советская этнография, 1970, № 4, стр. 18-30.
- О частотном словаре языка поэта // Russian Literature, vol. 2, 1972.
- О семантике местоимений // Проблемы грамматического моделирования. М., 1973.
- Семантическая структура русской загадки // ТЗС 1973/VI: 166—190
- О формальном анализе систем терминов родства // Slavica Hierosolymitana, vol. 2, 1978.
- Семантическая структура загадки // Паремиологический сборник. М., 1978. С. 283—314.
- Заметки о поэзии О. Мандельштама 30-х годов. I/ Slavica Hierosolymitana 3: 110—173.
- Провербиальное пространство // Паремиологические исследования. Сборник статей. М., 1984
- Об особенностях повествовательной структуры и образного строя романа Владимира Набокова «Дар» // Russian Literature (Amsterdam).1981. №IX (2). С. 191—229.
- Заметки о «Машеньке» В. Набокова // Russian Literature. (Amsterdam).1985.# XVIII (1).C.31-42.
- О поэзии Вл. Ходасевича // Wiener Slawistischer Almanach. Bd. 17, 1986. — Переиздано в кн.: Левин Ю. И. Избранные труды. — М., 1998. — С. 209—267.
- Заметки о семиотике лозунгов // Wiener Slawistischer Almanach. 1988. Bd. 22. S. 69-85.
- Лозунги как семиотическая система // Семиотика культуры. Тезисы докладов Всесоюзной школы-семинара по семиотике культуры. Архангельск, 1989, 16-19.
- Биспациальность как инвариант поэтического мира Набокова // Russian Literature (Amsterdam). 1990. #XXVIII (1).C.45-124. Переиздано в кн.: Левин Ю. И. Избранные труды. Поэтика. Семиотика. М.: Языки русской культуры, 1998. С. 323—392.
- Семиотика советских лозунгов // Левин Ю. И. Избранные труды. Поэтика. Семиотика. М.: Языки русской культуры, 1998. — С 542—558.
- О «Даре» // Левин Ю. И. Избранные труды. Поэтика. Семиотика. М.: Языки русской культуры, 1998. С. 287—323.

### Работы Ю. И. Левина
- Из письма в редакцию газеты «Известия» (недоступная ссылка)
- Из наблюдений над синтаксическим строем «Евгения Онегина» // Вопросы филологии. — М., 1969. — С. 189—196
- Лирика с коммуникативной точки зрения // Structure of texts and Semiotics of Culture. The Hague — Paris, 1973. Переиздано в кн.: Левин Ю. И. Избранные труды: Поэтика. Семиотика. — М., 1998. — С.464—482.
- Левин Ю. И., Сегал Д. М., Тименчик Р. Д., Топоров В. Н., Цивьян Т. В. Русская семантическая поэтика как потенциальная культурная парадигма // Russian Literature. Amsterdam, 1974. № 7/8. С. 47-82. Переиздано в кн.: Смерть и бессмертие поэта: Материалы Международной научной конференции, посвящённой 60-летию со дня гибели О. Э. Мандельштама (Москва, 28 — 29 декабря, 1998 г.). Сост. М. З. Воробьева, И. Б. Делекторская, П. М. Нерлер, М. В. Соколова, Ю. Л. Фрейдин. М.: РГГУ, 2001. — С. 282—316  (недоступная ссылка с 13-05-2013 [4328 дней])
- Алгебра родства (недоступная ссылка) // Наука и жизнь, 1982, № 8
- От синтаксиса к смыслу и далее («Котлован» А. Платонова) // Семиотика и информатика, вып. 30. М., 1990. Переиздано в кн.: Левин Ю. И. Избранные труды: Поэтика. Семиотика. — М., 1998. — С.392—419
- Заметки о «Машеньке» В. В. Набокова // Russian Literature. (Amsterdam).1985.# XVIII (1).C.31-42. Переизд. в.: Набоков В. В. Pro et contra. СПб., 1997.
- Об обсценных выражениях русского языка. // Russian Linguistics, 1986, № 10, 61-72. Переиздано в кн.: Левин Ю. И. Избранные труды. Поэтика. Семиотика. М., 1998. С. 809—819.
- Заметки о поэзии Владислава Ходасевича // Wiener Slawistischer Almanach. Bd. 17, 1986. Переизд. в: Левин Ю. И. Избранные труды. — М., 1998 . — С. 209—267.
- Заметки о семиотике лозунгов // Wiener Slawistischer Almanach. 1988. Bd. 22. S. 69—85.
- Истина в дискурсе Архивная копия от 11 июня 2017 на Wayback Machine // Семиотика и информатика. Сб. научн. статей. Выпуск 34. М., 1994. — С. 124—163. Переизд. в: Левин Ю. И. Избранные труды. Поэтика. Семиотика. — М.: «Языки русской культуры», 1998. — C. 645—676.